# Girl from the North Country
Girl from the North Country, conosciuta anche come Girl of the North Country, è una canzone scritta da Bob Dylan. È stata pubblicata per la prima volta nell'album Freewheelin' Bob Dylan, e successivamente in Nashville Skyline, quest'ultima versione cantata in duetto con Johnny Cash. Gli album Real Live e The 30th Anniversary Concert Celebration contengono due esecuzioni live della canzone. La canzone è inoltre presente nel film Il lato positivo - Silver Linings Playbook di David O. Russell.

## Il brano
Dylan scrisse la canzone dopo il suo viaggio in Inghilterra nel dicembre del 1962. La canzone è ispirata alla sua ex ragazza, Echo Helstrom, che Dylan aveva conosciuto prima di trasferirsi a New York. Dylan lasciò l'Inghilterra per l'Italia dove Suze Rotolo, con la quale era allora fidanzato, stava continuando i suoi studi. La Rotolo era già ritornata negli Stati Uniti quando Dylan arrivò. È proprio in Italia che Dylan finì la canzone, apparentemente ispirata alla fine della relazione con Suze Rotolo, sebbene siano ritornati insieme quando Dylan la raggiunse a New York.
Mentre era a Londra, Dylan incontrò molti esponenti della scena folk locale, tra cui Martin Carthy.
Musicalmente la canzone è simile a Boots of Spanish Leather, inclusa nel successivo The Times They Are a-Changin'.
Nel 2012 la versione cantata in duetto con Johnny Cash è stata inserita nella colonna sonora di Silver Linings Playbook.

## Cover[5][6]
- Johnny Cash e Joni Mitchell in The Johnny Cash Show.
- Waylon Jennings live in The Restless Kid - Live at JD's.
- Hugues Aufray adattamento intitolato "La fille du nord".
- Joe Cocker live in Mad Dogs & Englishmen.
- Roy Harper in Valentine.
- Rod Stewart in Smiler.
- Pete Townshend col titolo North Country Girl, nel suo album All the Best Cowboys Have Chinese Eyes
- Howard Tate registrò una versione soul in Howard Tate (1972).
- The Secret Machines registrarono una versione della canzone includendola occasionalmente nei concerti
- Tony Rice in Tony Rice Plays and Sings Bluegrass
- Sam Bush in Peaks of the Telluride.
- Eels versione live acustica in Eels with Strings: Live at Town Hall.
- The Black Crowes la suonano spesso nel concerti
- The Vasco Era come canzone di apertura dei concerti
- Altan in Another Sky
- Susan Herndon in francese nell'album 1,000 Pies
- Link Wray & his Ray Men nel 1965
- The Waterboys in Hard Rain Vol. One: A Tribute to Bob Dylan
- Walter Trout live in No More Fish Jokes (1992)
- Jimmy LaFave in Austin Skyline (1992 Bohemia Beat Records)
- Hamilton Camp reinterpretò la canzone all'interno della colonna sonora del film North Country (2005)
- Eddie Vedder nella seconda parte del tour del 2008
  - Vedder ha reinterpretato la canzone col titolo 'Girl From The North Country' nel DVD Water On The Road (2011).
- Tom Northcott nel 1968.
- Stephen Stills la suonò durante il tour del Regno Unito nel 2008.
- I finlandesi Emma Salokoski Ensemble hanno tradotto la canzone (Pohjan poika, Il ragazzo del nord) nell'album Veden (2008)
- Mojave 3 nel singolo Return to Sender, 2000
- Robert Plant suonò la canzone al Festival au désert in Mali nel gennaio 2003.
- John Gorka in A Nod to Bob.
- Crosby, Stills and Nash live a Portland, durante il loro tour estivo del 2009
- Neil Young nel suo album di cover A letter home del 2014